# 硯箱

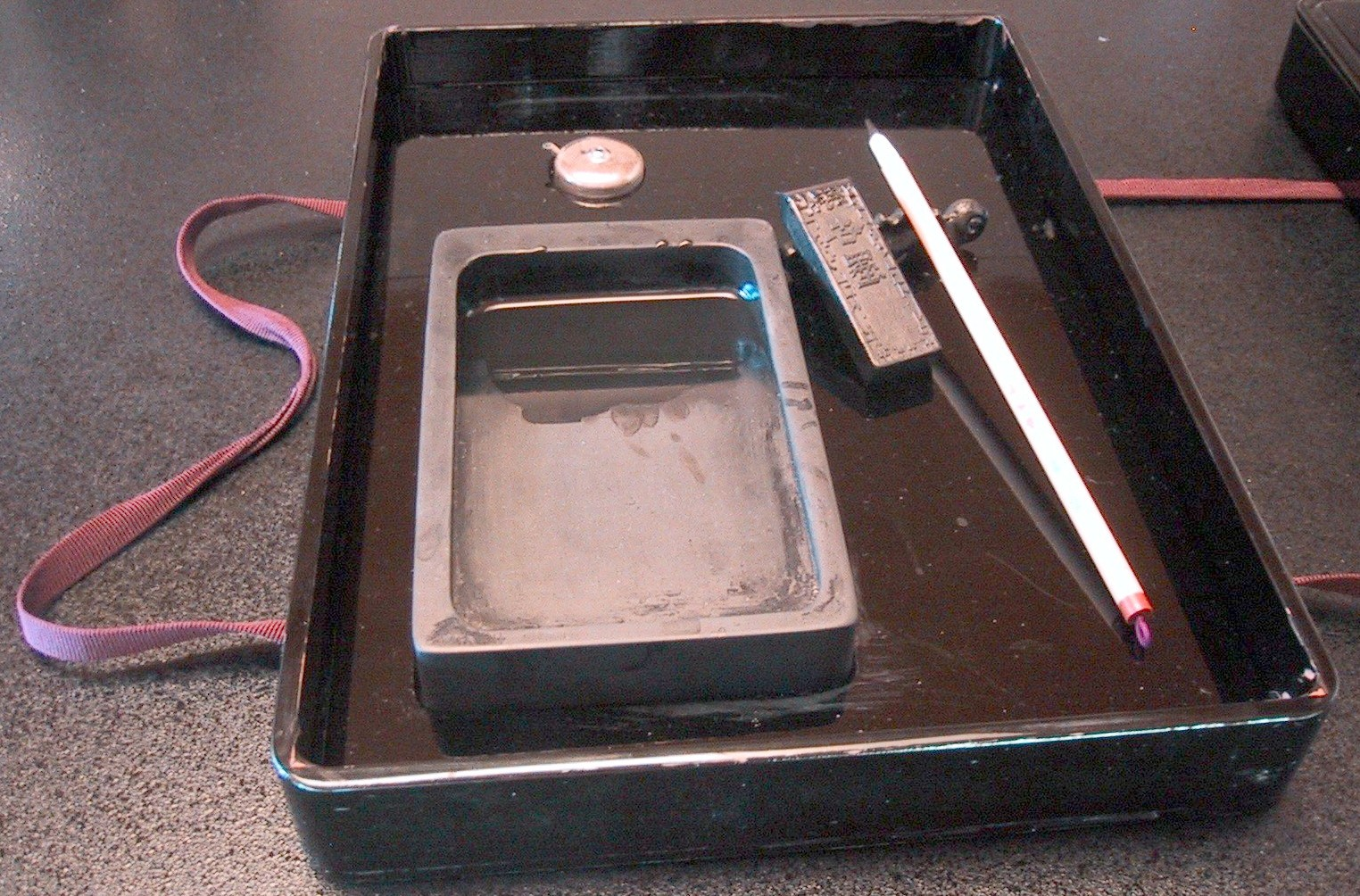
硯箱

硯箱（すずりばこ）は、硯その他を納めておく箱である。硯の他には筆、墨、水滴、小刀、尺、暦などをも納めることがある。

## 概要
種類として、平硯箱、重硯箱、浅硯箱などがあり、また裏梨子地、表蒔絵、螺鈿、描金などが施されることもある。文台と連作になるものもある。本阿弥光悦作の船橋硯箱は単独の作で、甲盛り被せ蓋、蒔絵描金の豪奢な代表であるとされる。
物品を人に見せ示すのに、硯箱に載せて、また蓋に載せて出す慣習もあった。
「うつほ物語」に、「中納言の君、紙もがなとの給へばきばみたる色紙一巻白き色紙一巻硯箱の蓋に入れて出されけり」とある。

## 記念品として
- 皇室ではしばしば功労者などに蒔絵を施した硯箱を下賜される事例があった。1936年（昭和11年）、大正天皇の「御命日十年式年祭」にあたり、全国の方面委員功労者92人に対し表彰が行われたが、その際、表彰された各委員に対して記念の硯箱が下賜された[1]。外国人に対しても、1950年に離日するジョゼフ・ドッジに蒔絵硯箱が賜った例がある[2]。

## 著名な硯箱
- 舟橋蒔絵硯箱　- 本阿弥光悦作。日本国宝
- 八橋蒔絵螺鈿硯箱 - 尾形光琳作。日本国宝
- 胡蝶蒔絵掛硯箱 - 日本国宝

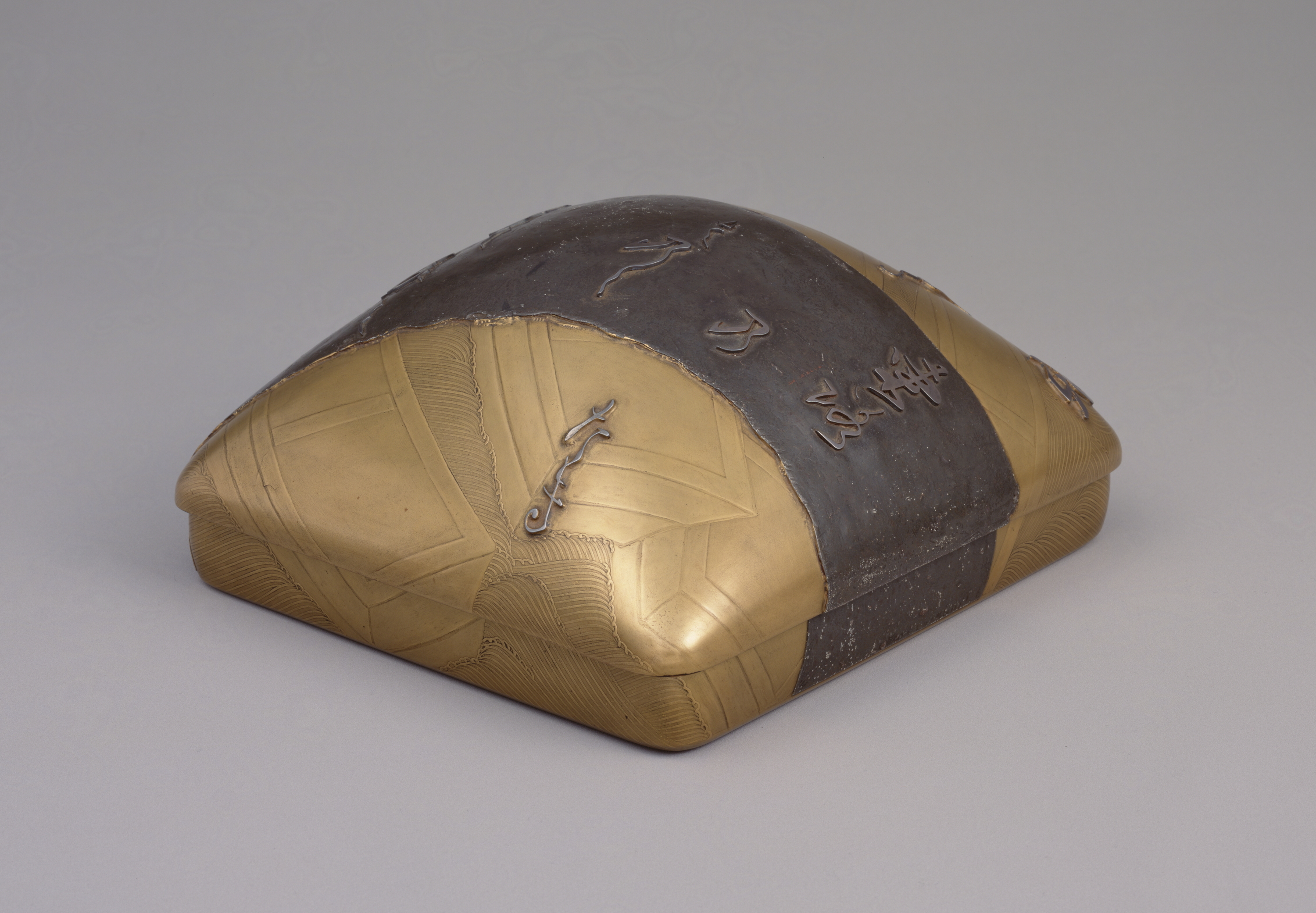
舟橋蒔絵硯箱
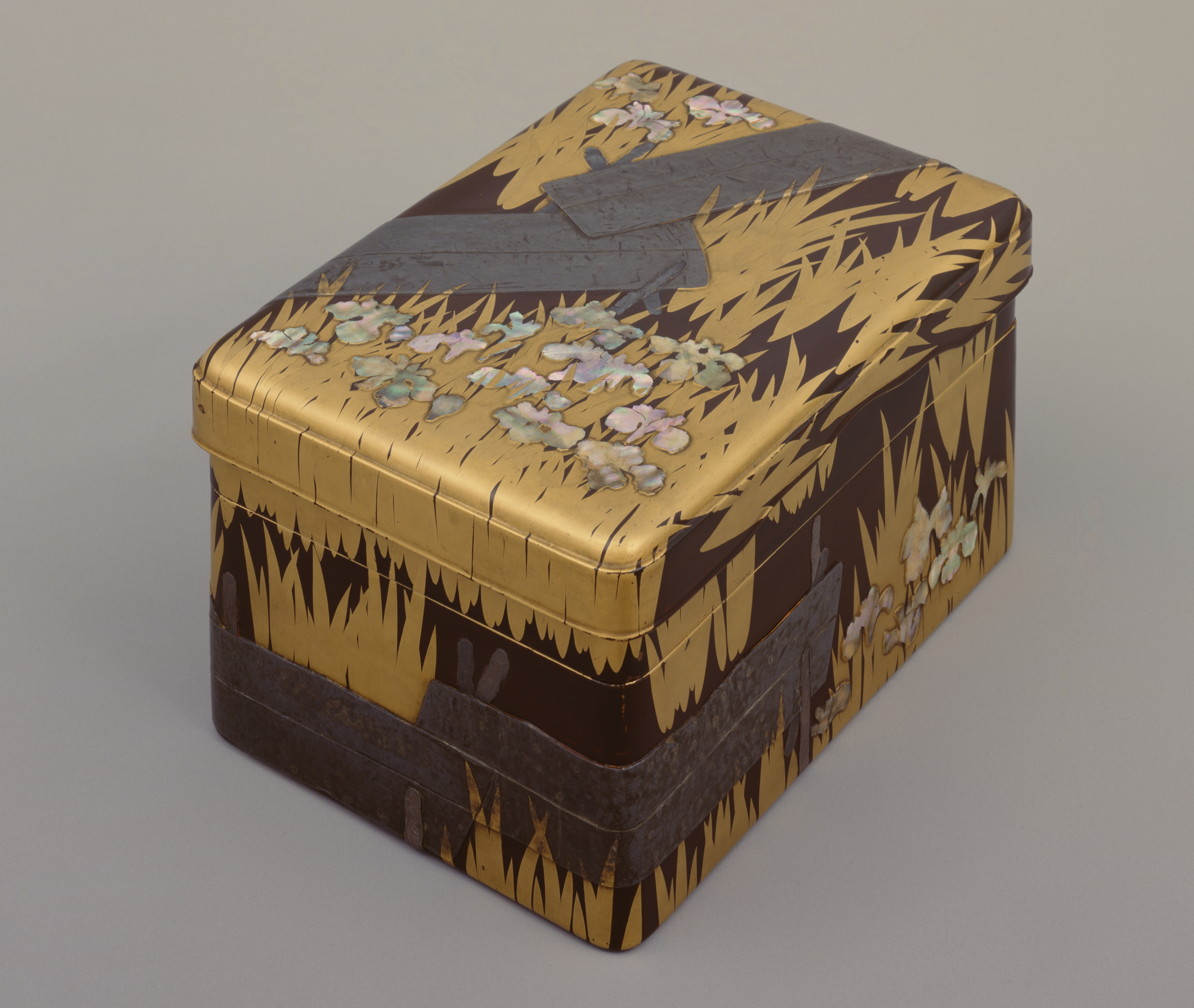
八橋蒔絵螺鈿硯箱